# Somatina cana
Somatina cana är en fjärilsart som beskrevs av George Francis Hampson 1895. Somatina cana ingår i släktet Somatina och familjen mätare. Inga underarter finns listade i Catalogue of Life.